# José Villena Vela
José Eduardo Villena Vela (Guzmango, 13 de octubre de 1935 - Lima, 16 de noviembre del 2018) fue un empresario, gerente y político peruano. Fue congresista de la república por la región Cajamarca durante el breve periodo 2000-2001.

## Biografía
Nació en el distrito de Guzmango, ubicado en la ciudad de Cajamarca, el 13 de octubre de 1935. Fue hijo de Aniano Villena y de Amalia Vela.
Ejerció como gerente en Corporación Matriz Andina S.A.C y en Acero Construcción. Fue también presidente del Club Cultural Deportivo Lima, en el lapso 1990-1995, y dueño de los departamentos de Bajada Balta, en el distrito de Miraflores.
Como político incursionó como parte de la fundación de Perú Posible, partido político de Alejandro Toledo con el cual postuló sin éxito a la presidencia del Perú en las elecciones de 1995 por la alianza CODE-País Posible. Villena acompañó a Toledo como candidato al Congreso de la República, en las que no resultó elegido.
En 1999, Perú Posible pasó a ser inscrito oficialmente como partido político y Toledo decidió postular por segunda vez a la presidencia del Perú en las elecciones del año 2000, en las que perdió nuevamente tras quedar en segundo lugar frente al reelecto presidente Alberto Fujimori. Sin embargo, Villena si logró tener éxito en su segunda candidatura al Congreso y fue juramentado como congresista de Perú Posible para el periodo parlamentario 2000-2005, con 44,924 votos.
Durante la segunda vuelta presidencial entre Alejandro Toledo y Alberto Fujimori, Villena junto con un grupo de militantes de Perú Posible anunciaron su renuncia al partido alegando discrepancias con el liderazgo de Toledo frente al régimen fujimorista. La renuncia se hizo mediante una conferencia de prensa realizada por Daniel Núñez Castillo acompañado de Villena, Carlos Burgos Montenegro e Ítalo Marsano, todos estos congresistas electos por Perú Posible, y manifestaron su desacuerdo con la realización de la Marcha de los Cuatro Suyos y con el ingreso de Gustavo Gorriti, Carlos Bruce y Álvaro Vargas Llosa como asesores políticos de Toledo, a los que tildaron de “golondrinos”. Sin embargo, Luis Solari, congresista electo y uno de los principales dirigentes de Perú Posible, anunció la expulsión de Villena y de los demás militantes por deslealtad al partido y de una supuesta estrategia para beneficiar al fujimorismo.
Como congresista ejerció la presidencia de la Comisión de Infraestructura y Transporte, en reemplazo de la fujimorista Carmen Lozada. Tras salirse de Perú Posible, formó luego el Grupo Parlamentario “Unión Parlamentaria” junto con otros congresistas independientes.
En noviembre del año 2000, ante el escándalo de los “Vladivideos”, Alberto Fujimori decidió renunciar a la presidencia del Perú desde Japón mediante un fax. Sin embargo, el Congreso de la República optó por rechazar su renuncia y acordaron declarar su vacancia presidencial por incapacidad moral, la cual Villena apoyó la moción y logró ser aprobada 62 votos a favor, 9 en contra y 9 abstenciones. Tras esto, Valentín Paniagua, quien ejercía la presidencia del Congreso, tuvo que asumir la presidencia del Perú por sucesión constitucional y convocó a nuevas elecciones generales para el año 2001.
Villena se mantuvo en el cargo hasta el 28 de julio del 2001, tras ser recortado su mandato congresal, e intentó ser reelegido como congresista por Renacimiento Andino, partido político de Ciro Gálvez. Sin embargo, no tuvo éxito.
En el año 2005, José Villena fue investigado por el Poder Judicial del Perú por su participación en la presunta falsificación de firmas de Perú Posible para obtener su inscripción partidaria en el Jurado Nacional de Elecciones.

## Fallecimiento
El 16 de noviembre del 2018, José Villena falleció a los 83 años en la ciudad de Lima. Sus restos fueron velados en su residencia ubicado en el distrito de Barranco.